# Řecká fotbalová reprezentace do 21 let
Řecká fotbalová reprezentace do 21 let je tvořena hráči s řeckým občanstvím, kteří na začátku kvalifikačního cyklu nebyli starší 21 let. Při úspěšné kvalifikaci se účastní Mistrovství Evropy hráčů do 21 let, které je pořádáno každý druhý rok. Největšími úspěchy jsou prohraná finále v letech 1988 a 1998.
Od roku 2015 je trenérem Antonios Nikopolidis.

## Výsledky
| Rok  | Pořadatel   | Umístění                            |
| ---- | ----------- | ----------------------------------- |
| 1994 | Francie     | Čtvrtfinále                         |
| 1996 | Španělsko   | Nekvalifikovala se                  |
| 1998 | Rumunsko    | 2. místo                            |
| 2000 | Slovensko   | Nekvalifikovala se, prohra v baráži |
| 2002 | Švýcarsko   | Čtvrtfinále                         |
| 2004 | Německo     | Nekvalifikovala se                  |
| 2006 | Portugalsko | Nekvalifikovala se                  |
| 2007 | Nizozemsko  | Nekvalifikovala se                  |
| 2009 | Švédsko     | Nekvalifikovala se                  |
| 2011 | Dánsko      | Nekvalifikovala se, prohra v baráži |
| 2013 | Izrael      | Nekvalifikovala se                  |
| 2015 | Česko       | Nekvalifikovala se                  |
| 2017 | Polsko      | Nekvalifikovala se                  |

## Trenéři
| Od                | Do               | Trenér               |
| ----------------- | ---------------- | -------------------- |
| 8. listopadu 2004 | 2. září 2007     | Stelios Aposporis    |
| 1. srpna 2007     | 1. prosince 2009 | Nikolaos Nioplias    |
| 21. ledna 2010    | 1. června 2012   | Georgios Georgiadis  |
| 1. srpna 2012     | 29. září 2015    | Konstantinos Tsanas  |
| 7. srpna 2015     | 29. září 2015    | Michalis Iordanidis  |
| 30. září 2015     |                  | Antonios Nikopolidis |